# 1,3-二溴丙烷
1,3-二溴丙烷是一种有机化合物，化学式为C3H6Br2。室温时，它是无色或近无色的液体，气味略有甜味。
1,3-二溴丙烷最早于1881年通过环丙烷制备。

## 制备与性质
1,3-二溴丙烷可以通过烯丙基溴和溴化氢的自由基加成反应制得：
1,3-二溴丙烷和环戊二烯按下式反应：

## 生理代谢
1,3-二溴丙烷的代谢在1981年得到了研究，通过口服1,3-二溴丙烷对大鼠进行检查，并在给药24小时后收集结果。其结果来自尿液、粪便和呼出的空气。研究人员分析了尿液，发现代谢产物N-乙酰基-3-(1-溴-3-丙基)-半胱氨酸，大鼠肝脏的GSH含量下降。这可能是因为1,3-二溴丙烷在施用后和GSH反应，生成了1-溴-3-丙基-S-谷胱甘肽，最终形成尿代谢物。此外，由于从粪便中观测到的放射性很小，并且从血液中保持的放射性水平确认了含硫的代谢物和肠肝循环的胆汁排泄的发生。